# Harkerode
Harkerode là một đô thị thuộc huyện Mansfeld-Südharz, Sachsen-Anhalt, Đức. Đô thị Harkerode có diện tích 6,43 km², dân số thời điểm ngày 31 tháng 12 năm 2006 là 337 người.